# گوران رزنبرگ
گوران رزنبرگ (سوئدی: Göran Rosenberg؛ زادهٔ ۱۱ اکتبر ۱۹۴۸) نویسنده، و روزنامه‌نگار اهل سوئد است.